# Orlić (čer)
Orlić je majhna čer v Jadranskem morju, ki pripada Hrvaški. Nahaja se v severni Dalmaciji, v Zadarski regiji, natančneje v Velebitskem kanalu jugovzhodno od otoka Pag.
Orlić se nahaja 385 m severno od obale polotoka Bočetina, vzhodno od ožine Ljuba (Ljubačka vrata) in doline Bočetnice; nahaja se tudi približno 1,1 km jugovzhodno od rta Debela nožica. Otok ima obliko trikotnika.